# Église d'Ahlainen
L'église d'Ahlainen (en finnois : Ahlaisten kirkko) est une église en bois située à Pori en Finlande. 

## Histoire

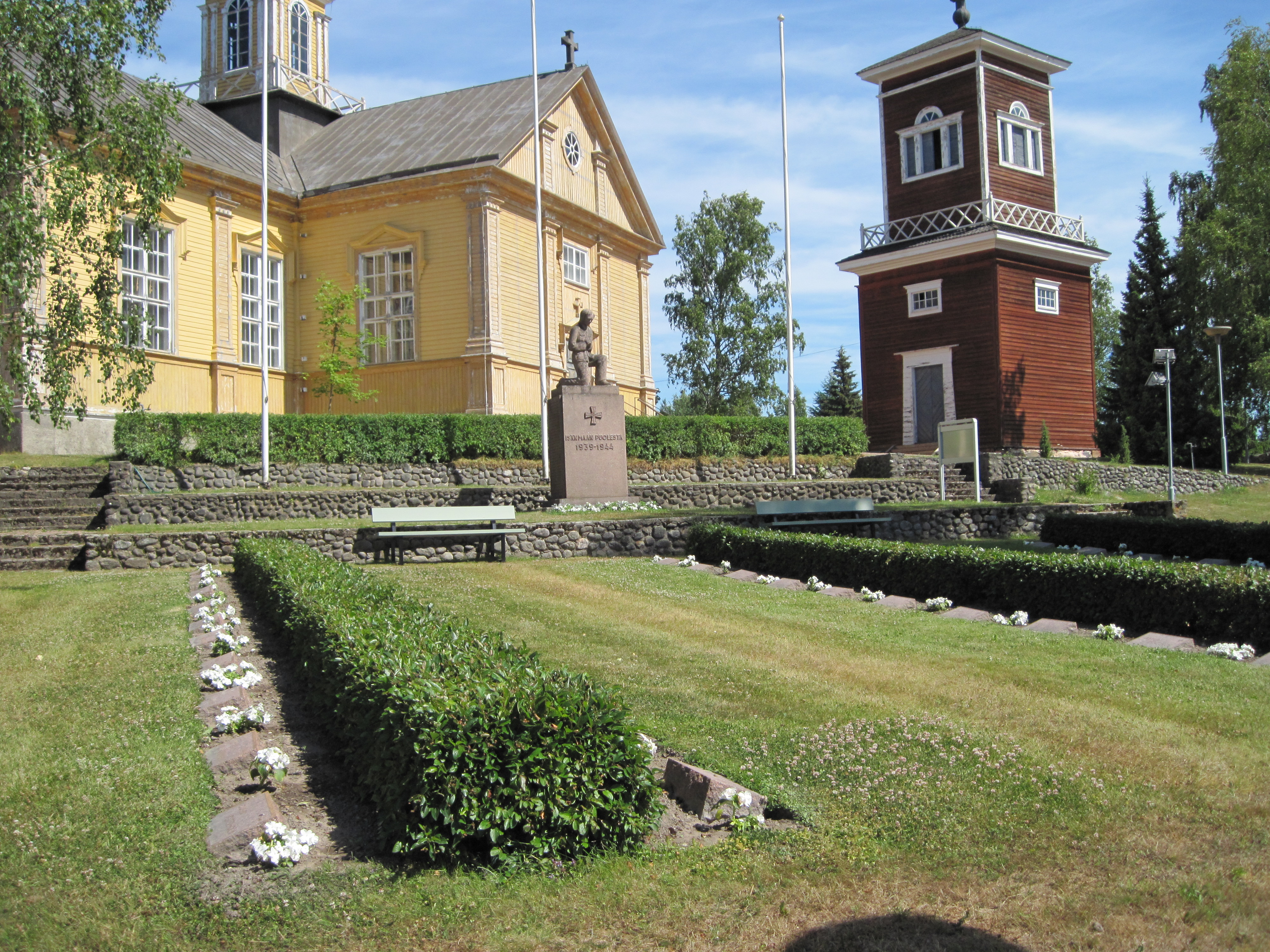
Les tombes des héros de la guerre Isänmaan puolesta 1939 - 1944
de Yrjö Rosola.

L'église est construite en 1796 par Salomon Köhlström. 
En 1832 on construit un clocher séparé conçu par Carl Ludvig Engel. 
En 1908, l'église est agrandie pour accueillir 720 sièges par Josef Stenbäck,.
Le retable représentant Jésus bénissant les enfants est peint en 1888 par Elin Danielson-Gambogi. 
La chaire de style renaissance représentant quatre évangélistes est de Salomon Köykkä-Köhlström. 
Les orgues à 17 jeux sont installées en 1909.